# Ea von Allesch

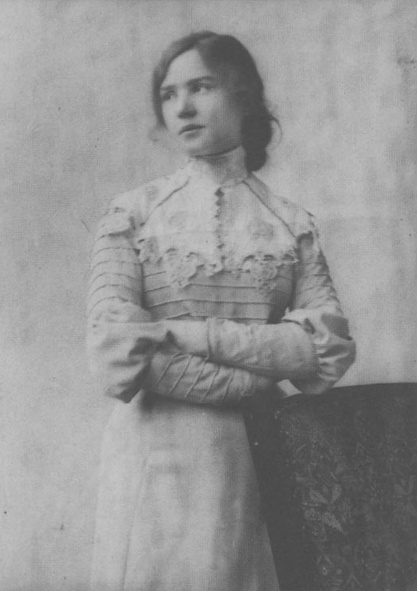
Ea von Allesch ca. 1900

Emma Elisabeth „Ea“ von Allesch, Edle von Allfest, geborene Täubele, geschiedene Rudolph, auch Emma Elisabeth von Allesch zu Allfest (* 11. Mai 1875 in Wien; † 30. Juli 1953 ebenda), war eine österreichische  Journalistin und Muse.

## Leben
Emma Elisabeth Täubele kam in Wien zur Welt. Ihre Eltern waren der Drechslergehilfe Karl Täuble und Aloisia Täubele, geb. Fichtingen, beide katholisch.
Am 1. April 1895 heiratete sie den Exporteur Karl Theodor Rudolph, evangelisch. Im Herbst 1912 ließ sich das Paar scheiden. Am 28. Februar 1916 heiratete sie Gustav Johannes von Allesch im Wiener Stephansdom. Sie war sieben Jahre älter als von Allesch und zu diesem Zeitpunkt geschieden. Im Frühjahr 1921 wurde ihre Ehe geschieden.
Emma „Ea“ von Allesch zu Allfest war eine langjährige Mode-Journalistin, Muse vieler österreichischer Dichter sowie Langzeit-Geliebte von Hermann Broch. Sie war die „ungekrönte Königin des Café Central“ und ein Modell für die Figur der „Alpha“ in Robert Musils Posse „Vinzenz und die Freundin bedeutender Männer“ (1924). E(mm)a von Allesch war „eine Künstlerin des Augenblickes“, in dem sie lebte und liebte, als eigenständige Person wurde sie dabei nicht wahrgenommen. Aus der Geschichtsschreibung wurde sie trotz ihrer schriftstellerischen Tätigkeit weitgehend ausgeblendet.

„Dass Ea von Allesch während ihrer fast achtzig Lebensjahre verschiedenste, mit den Hervorbringungen der Wiener Moderne korrespondierende Berufe ausgeübt hat, dass sie als Feuilletonistin für deutschsprachige Zeitungen und Zeitschriften in Wien, Berlin und Prag tätig war, in den zwanziger Jahren die Graphologie für sich entdeckte – die erst zum Ende des Dezenniums durch Ludwig Klages zu wissenschaftlicher Anerkennung gelangen sollte – und sich für die von Alfred Adler begründete und im Roten Wien ihre Hochphase erlebende Individualpsychologie engagierte, erfährt man, wenn überhaupt, nur sehr beiläufig. Erst mühevolle Nachforschungen offenbaren die hinter der einseitigen Überlieferung als Muse männlichen Kunstschaffens verborgen bleibende Vielseitigkeit und Produktivität dieser Frau.“